# كريستيان هاس
كريستيان هاس (بالألمانية: Christian Haas)‏ (18 نوفمبر 1978 بمانهايم في ألمانيا - ) هو لاعب كرة قدم ألماني في مركز الهجوم. لعب مع نادي آلن ونادي ساندهاوزن ونادي شتوتغارت ونادي هوفنهايم وFV Lauda ‏ وSpVgg Neckarelz ‏ ورويتلينغن 05 ‏.

## وصلات خارجية
- كريستيان هاس على موقع قاعدة بيانات كرة القدم.إي يو (الإنجليزية)
- كريستيان هاس على موقع بيانات كرة القدم. دي إي (الألمانية)
- كريستيان هاس على موقع عالم كرة القدم.نت (الإنجليزية)